# Microplumeria
Microplumeria es un género monotípico con una única especie: Microplumeria anomala (Müll.Arg.) Markgr.,  perteneciente a la familia Apocynaceae. Es originario de la cuenca del Amazonas distribuyéndose  en Venezuela, Colombia y Brasil en la Amazonia.

## Taxonomía
El género fue descrito por (Müll.Arg.) Markgr. y publicado en Notizblatt des Botanischen Gartens und Museums zu Berlin-Dahlem 13(119): 458. 1937.
Sinónimos
- Aspidosperma sessilis Huber, Bull. Soc. Bot. Genève 6: 200 (1914 publ. 1915).
- Aspidosperma anomalum Müll.Arg. basónimo
- Cylindrosperma anomalum (Müll. Arg.) Ducke
- Microplumeria sprucei Baill.[3]